# Ronald Sterlington
Ronald "Ron" Sterlington – amerykański kulturysta, w latach pięćdziesiątych i sześćdziesiątych XX wieku zdobywca prestiżowych odznaczeń w sporcie kulturystycznym.

## Osiągi
- 1959: 
  - Mr Pacific Coast – federacja AAU – IV m-ce
- 1962: 
  - Mr Universe – fed. NABBA, Short – II m-ce
- 1963: 
  - Mr Universe – fed. NABBA, Short – II m-ce
- 1966:
  - Mr Pacific Coast – fed. AAU – zwycięstwo w kategorii "Most Muscular" (z ang. najbardziej muskularny [zawodnik]) oraz zwycięstwo całkowite